# ريبون (مجلة)
مجلة ريبون  (باليابانية: りぼん، بالروماجي: Ribbon) (بالإنجليزية: Ribon Magazine)‏ هي مجلة يابانية شهرية متخصصة في نشر المانغا التي تحكي عن قصص الشوجو أصدرتها شركة شوئيشا. صدر أول عدد لها في أغسطس عام 1955. هدف منشورات المجلة جمهور الفتيات في عمر 8 -12 سنة. في عام 2009 وزعت المجلة 274,167 نسخة، وفي عام 2010 انخفض التوزيع إلى 243,334.

## وصلات خارجية
- الموقع الرسمي (باليابانية)
- ريبون على موقع ANN company (الإنجليزية)
- ريبون على موقع ANN manga (الإنجليزية)